# Stiftung Auschwitz-Birkenau
Die Stiftung Auschwitz-Birkenau (polnisch Fundacja Auschwitz-Birkenau, englisch Auschwitz-Birkenau Foundation) wirbt bei nationalen Regierungen um Spenden zum Erhalt der Gedenkstätte Staatliches Museum Auschwitz-Birkenau ein. Der Sitz der Stiftung ist Warschau.
Die Stiftung wurde im Januar 2009 unter Leitung von Wladyslaw Bartoszewski (1922–2015) gegründet. Präsident ist derzeit Piotr Cywiński, der auch die Gedenkstätte leitet. Generaldirektor ist seit 2019 Wojciech Soczewica und der Vorsitzende der Stiftungsrates ist Marek Zajaz.
Zu den größten Spendern gehören die drei deutschsprachigen Staaten. Neben Staaten gehören auch Städte wie Paris, Boulogne-Billancourt und London zu den Spendern. Teilweise kommen auch Spenden von nichtstaatlichen Stellen. So stellte 2022 im Rahmen einer Crowdfunding-Aktion ein deutscher Schuhhersteller 50.000 Euro zur Verfügung, um Zehntausende Schuhe von Opfern vor dem Verfall zu retten.
Die Stiftung möchte mit den Zinserträgen aus dem Stammkapital langfristig alle Konservierungsarbeiten finanzieren.